# Manu Bennett

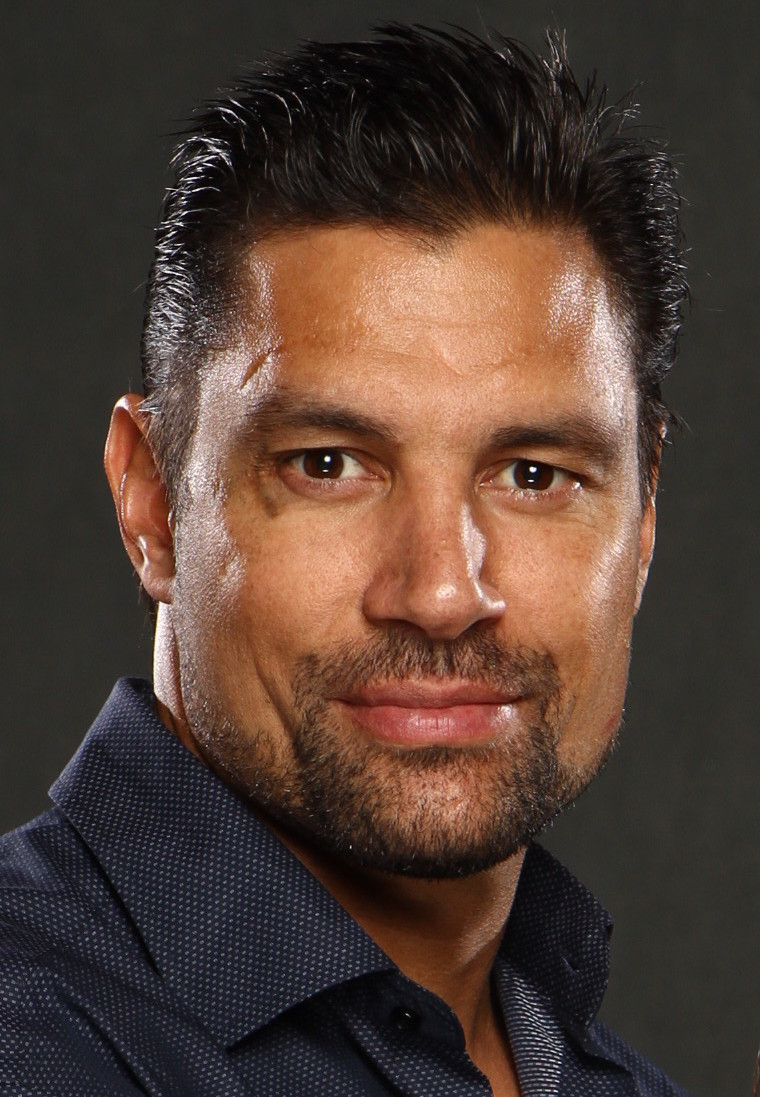
Manu Bennett (2014)

Jonathan Manu Bennett (* 10. Oktober 1969 in Auckland, Neuseeland) ist ein neuseeländischer Schauspieler und Model mit maorischer Abstammung.

## Leben
Als Sohn eines australischen Fotomodels und eines neuseeländischen Sängers ist Bennett in Neuseeland geboren und in Australien aufgewachsen. Väterlicherseits ist Bennett maorischer und irischer Abstammung, jedoch mütterlicherseits auch teils schottischer, sowie spanischer Herkunft. Er zog 1986 in sein Geburtsland Neuseeland, um eine Schule mit prägendem Charakter der Maori zu besuchen. Er spielte während seiner Schulzeit erfolgreich Rugby und wurde im Verlauf seiner Rückkehr nach Australien ins New South Wales Schoolboys Rugby Union Team gewählt.

### Studium
Bevor er an der University of New South Wales Schauspiel studierte, beendete Bennett seine Rugby-Karriere und übersiedelte nach Los Angeles, um ein Stipendium am Lee Strasberg Theatre Institute wahrzunehmen, das er mit seinem Interesse an Modernem Tanz, klassischem Ballett und Klavier verband.

## Schauspielerische Karriere
Bennetts professionelle Schauspielkarriere begann 1993 mit der Teen Soap Paradise Beach.
Danach war Bennett in einigen Gastauftritten, unter anderem in der Serie The Violent Earth, mit französischer Produktion, zu sehen. Nachdem er sich unter anderem im Theater versuchte, gelang Bennett 1999 mit seiner ersten Hauptrolle in dem in Tokio gedrehten Film Tomoko vermeintlich der schauspielerische Durchbruch.
2001 bekam Bennett, der sich nebenberuflich immer für Tanz interessierte, eine Rolle im preisgekrönten australischen Film Lantana. In dem Film spielte er neben Anthony La Paglia (Without a Trace) und zeigte seine tänzerischen Fähigkeiten als Salsatänzer.
2000 und 2003 war Bennett mit Shortland Street und Going Straight in zwei populären neuseeländischen Fernsehshows zu sehen. 2006 wirkte Bennett neben Wrestler John Cena in der Hauptrolle in The Marine mit. 2007 war er im US-amerikanischen Actionfilm Die Todeskandidaten zu sehen. Der Film erhielt größtenteils schlechte Kritiken.
Mit dem Gallier Crixus spielt Bennett in der US-amerikanischen Serie Spartacus (2010 bis 2013) eine der zentralen Figuren. Im November 2012 übernahm er die Rolle des Slade Wilson in der US-amerikanischen Fernsehserie Arrow, die mit der zweiten Staffel zu einer Hauptrolle ausgebaut wurde. In der Hobbit-Filmtrilogie verkörperte er in allen drei Teilen den Ork Azog. Von 2016 bis 2017 war er als Allanon in der Fantasyserie The Shannara Chronicles zu sehen.

## Filmografie
- 1993: Paradise Beach (Fernsehserie)
- 1994: Blue Heelers (Fernsehserie)
- 1996–1997: Water Rats – Die Hafencops (Water Rats, Fernsehserie)
- 1998: All Saints (Fernsehserie)
- 1999: Beastmaster – Herr der Wildnis (BeastMaster, Fernsehserie)
- 2000: Xena – Die Kriegerprinzessin (Xena: Warrior Princess, Fernsehserie)
- 2000–2001: Shortland Street (Seifenoper)
- 2001: Lantana
- 2001: Street Legal
- 2003: Going Straight
- 2006: The Marine
- 2007: Die Todeskandidaten (The Condemned)
- 2007: 30 Days of Night
- 2010–2013: Spartacus (Fernsehserie, 33 Episoden)
- 2011: Sindbad und der Minotaurus (Sinbad and the Minotaur)
- 2011: Spartacus: Gods of the Arena (Miniserie)
- 2012: Der Hobbit: Eine unerwartete Reise (The Hobbit: An Unexpected Journey)
- 2013: Der Hobbit: Smaugs Einöde (The Hobbit: The Desolation of Smaug)
- 2013–2015, 2017: Arrow (Fernsehserie, 36 Episoden)
- 2014: Der Hobbit: Die Schlacht der Fünf Heere (The Hobbit: The Battle of the Five Armies)
- 2016–2017: The Shannara Chronicles (Fernsehserie, 20 Episoden)
- 2016: Beta Test
- 2017: Death Race 2050
- 2023: X-Factor: Das Unfassbare (Beyond Belief: Fact or Fiction, Fernsehserie, 1 Episode)[2]
- 2023: The Gone (Fernsehserie, 6 Episoden)